# Annur
Annur es una ciudad y nagar Panchayat situada en el distrito de Coimbatore en el estado de Tamil Nadu (India). Su población es de 20079 habitantes (2011). Se encuentra a 32 km de Coimbatore.

## Demografía
Según el censo de 2011 la población de Annur era de 20079 habitantes, de los cuales 9971 eran hombres y 10108 eran mujeres. Annur tiene una tasa media de alfabetización del 80,93%, superior a la media estatal del 80,09%: la alfabetización masculina es del 87,26%, y la alfabetización femenina del 74,76%.